# Коул, Уоррен (гребец)
Уоррен Джозеф Коул (англ. Warren Joseph Cole; 12 сентября 1940, Палмерстон-Норт — 17 июля 2019, Гамильтон) — новозеландский гребец, выступавший за сборную Новой Зеландии по академической гребле в конце 1960-х — начале 1970-х годов. Чемпион летних Олимпийских игр в Мехико, обладатель бронзовой медали чемпионата мира, победитель и призёр многих регат национального значения.

## Биография
Уоррен Коул родился 12 сентября 1940 года в городе Палмерстон-Норт, Новая Зеландия.
Позже переехал на постоянное жительство в Факатане, занимался академической греблей в местном одноимённом клубе Whakatane Rowing Club.
Наивысшего успеха в своей спортивной карьере добился в сезоне 1968 года, когда вошёл в основной состав новозеландской национальной сборной и благодаря череде удачных выступлений удостоился права защищать честь страны на летних Олимпийских играх в Мехико. В составе распашного четырёхместного экипажа, куда также вошли гребцы Дик Джойс, Дадли Стори, Росс Коллиндж и рулевой Саймон Дики, обошёл всех соперников в финале и тем самым завоевал золотую олимпийскую медаль.
После Олимпиады в Мехико Коул остался в составе гребной команды Новой Зеландии на ещё один олимпийский цикл и продолжил принимать участие в крупнейших международных регатах. Так, в 1970 году он побывал на чемпионате мира в Сент-Катаринсе, откуда привёз награду бронзового достоинства, выигранную в восьмёрках — в финале уступил только командам из Восточной Германии и Советского Союза.
Находясь в числе лидеров новозеландской национальной сборной, благополучно прошёл отбор на Олимпийские игры 1972 года в Мюнхене. На сей раз попасть в число призёров не смог, в финале рулевых четвёрок финишировал шестым.
В течение своей спортивной карьеры Коул в общей сложности десять раз выигрывал национальное первенство Новой Зеландии в различных гребных дисциплинах.
Впоследствии проявил себя в сфере молочного животноводства, работал в отделе маркетинга и продаж Национальной молочной ассоциации. Позже проживал в Гамильтоне, где занимался продажей оборудования для молочной промышленности.
За выдающиеся спортивные достижения в 1990 году был введён в Зал славы спорта Новой Зеландии.
Умер 17 июля 2019 года в Гамильтоне в возрасте 78 лет. Причина смерти не сообщалась.